# Szemák István
Szemák István (Szászfalu (Ugocsa megye), 1842. december 25. – Budapest, Ferencváros, 1925. november 9.) bölcsészdoktor, irodalomtörténész, állami főgimnáziumi tanár Budapest VII. kerületében.

## Élete
Szemák István és Molnár Márta fiaként született. 1863-ban kapott tanári oklevelet latinból és németből. Az 1880-as években Kecskeméten, majd Kassán volt reáliskolai tanár; a századforduló környékén nyugalomba vonult. Felesége Pócza Rozália volt.

## Munkái

### Önálló művei
- Német mondattan. Tanodai és magánhasználatra. 2 rész, Pest, 1870, 1870.
- Elméleti és gyakorlati német nyelvtan. Kassa, 1871–1872. Két évfolyam. (I. 2. kiadás 1872. II. 2. k. 1875. Uo.).
- Német irodalomtörténet. Tanodai és magánhasználatra.
  - I. köt. Ó- és középkor. Kassa, 1871.
  - II. köt. Újkor. Pest, 1872.
- Nőkérdés és nőnevelés. Budapest, 1874.
- Gudrun, német őskori népeposz. Irodalomtörténeti tanulmány. Budapest, 1875.
- Magyar nyelvtan. Budapest, 1884.
- Magyar mondattan. Budapest, 1885.
- Német olvasókönyv a középtanodák alsó osztályai számára.
  - I. rész. A gymnasiumok III. és a reáliskolák I. és II. osztálya számára. 3. kiadás. Budapest, 1887. 4. kiadás. Budapest, 1890. 6., lényegében változatlan kiadás. Budapest, 1899.
  - II. rész. A gymnasiumok IV. és a reáliskolák III. és IV. osztálya számára. 2. kiadás. Budapest, 1887. 3. kiadás, Budapest, 1893. 4., lényegében változatlan kiadás. Budapest, 1898.
  - III. rész. A középiskolák V. és VI. osztályai számára. 2. kiadás. Budapest, 1888. 3., lényegében változatlan kiadás. Budapest, 1894. 4., lényegében változatlan kiadás. Budapest, 1900.
  - IV. rész. A középiskolák VII. és VIII. osztályai számára. 3., javított kiadás. Budapest, 1891.
- A középiskolai oktatás sikertelenségének okairól. Budapest, 1886.
- A nő munkaképessége és munkajoga. Budapest, 1887.
- Joh. Wolfg. v. Goethe's Iphigenie auf Tauris. Ein Schauspiel. Budapest, 1889.
- Schiller válogatott költeményei. Magyarázó jegyzetekkel ellátta. Budapest, 1892.
- Goethe válogatott költeményei. Magyarázó jegyzetekkel ellátta. Budapest, 1893.
- Középiskolai ifjúsági könyvtárjegyzék. Budapest, 1894. Két füzet.
- Képek Róma őskorából. Budapest, 1895.
- Régi Róma és a rómaiak. Budapest, 1898.
- Magyar nyelvtan mondattani alapon, a közép- és polgári iskolák I. osztálya számára. Budapest, 1898.
- Német nyelv-, olvasó- és gyakorlókönyv.
  - I. rész. A közép- és polgári iskolák kezdő osztálya számára. Az új tanterv alapján. Budapest, 1899.
  - II. rész. A gymnasium IV. és a reáliskola II. osztálya számára. Budapest, 1900.
- Német nyelv-, olvasó- és gyakorlókönyv. Az új tanterv alapján és az egységes német helyesírás alkalmazásával szerkesztette –. 2. rész
  - 1. rész. A gimnáziumok III. és a reáliskolák I. osztálya számára. 2., lényegében változatlan kiadás. Budapest, 1904.
  - 2. rész. A gimnáziumok IV. és a reáliskolák II. osztálya számára. 2., javított kiadás. Budapest, 1905.
- Német nyelvkönyv. Az egységes német helyesírás alkalmazásával szerkesztette –. 2. rész. Budapest, 
  - 1. rész. Az I. és II. osztály számára. 2., változatlan kiadás. Budapest, 1906.
  - 2. rész. A III. és IV. osztály számára. Budapest, 1905.
- Német olvasókönyv. Az egységes német helyesírás alkalmazásával szerkesztett – A gimnáziumok III– IV., a reál-, polgári, felsőbb leányiskolák és tanítóképző-intézetek I–II. osztálya számára. Budapest, 1906
- Német olvasókönyv. Az egységes német helyesírás alkalmazásával szerkesztette –. 
  - II. rész. A gimnáziumok IV. és a reáliskolák III– IV. osztálya számára. 5., lényegében változatlan kiadás. Budapest, 1906.
  - III. rész. A középiskolák V. és VI. osztálya számára. 5., az új tanterv alapján jav. kiadás. Budapest, 1903.
  - IV. rész. A középiskolák VII. és VIII. osztálya számára. 5., lényegében változatlan kiadás. Budapest, 1906
- Német nyelvtan. Az egységes német helyesírás alkalmazásával írta ~. I. évf. 11., lényegében változatlan kiadás. Budapest, 1906
- Magyar nyelvtan mondattani alapon a közép-, polgári és felsőbb leányiskolák I. osztálya számára. 2., lényegében változatlan kiadás. Budapest, 1909.
- Német olvasókönyv a gimnáziumok és reáliskolák 5. és 6. oszt. számára. Budapest, 1911. (Haitsch Samuval)
- Német nyelvkönyv. A polgári és felsőbb leányiskolák s tanítóképző-intézetek számára. 1. rész. A polgári és felső leányiskolák 1–2. oszt., a tanítóképző-intézetek 1. oszt. számára. 3. lényegében változatlan kiadás. Budapest, 1911.
- Ifjúsági könyvtárjegyzék. A középfokú iskolák ifjúsági könyvtárai számára. A nm. vallás- és közoktatásügyi minisztérium megbizásából összeállította: Szemák István. Budapest, 1912.
- A magyar ifjusági irodalom története. Budapest, 1924.

Egy magyar nyelvtant Redlich József neve alatt adott ki.

## Műfordításai
- Toepler Theophil Eduard. Német grammatika. 6. kiad. (8r. 200 l.) Pest, 1860. 9., Szemák István által jav. s bőv. kiad. Pest, 1870.
- Wirth Keresztély. A nyelv eredetének kérdése, összefüggésben az emberi és állati lélek közötti különbség kérdésével. Kisérlet az emberi méltóság bölcsészetének megalapitására. Ford. dr. Szemák István. Budapest, 1878.
- Wirth Keresztély. A nyelv eredetének kérdése. Kisérlet az emberi méltóság bölcsészetének megállapítására. Fordította dr. Szemák István. 2. kiadás. Budapest, 1899.